# Andrej Ljach
Andrej Ivanovič Ljach (in russo Андрей Иванович Лях?; Rostov sul Don, 24 settembre 1990) è un calciatore russo, centrocampista svincolato.

## Carriera
Ha giocato nella massima serie dei campionati lituano e russo.